# 艦隊總司令
艦隊總司令（英語：Commander-in-Chief Fleet）是英國皇家海軍從1971年到2012年4月負責指揮所有艦艇、潛艇和飛機作戰的職位，該職位由海軍元帥或海軍上將擔任。

## 概述
艦隊總司令隸屬於第一海務大臣。艦隊總司令一職是由英國國防大臣提名，經過女王會同樞密院同意後，由英國首相任命。艦隊總司令沒有任期限制，但通常為兩年到四年。
從1971至72年，艦隊總司令指揮航空母艦與兩棲艦艇旗艦司令、第一區艦隊旗艦司令、第二區艦隊旗艦司令及潛艇旗艦司令。

## 歷任總司令
歷任艦隊總司令如下：
海軍元帥愛德華·阿什莫爵士：1971年11月至1973年12月。
海軍元帥特倫斯·桑頓·勒溫爵士：1973年12月至1975年10月。 
海軍元帥約翰·崔切爾爵士：1975年10月至1977年3月。
海軍元帥亨利·里奇爵士：1977年3月至1979年5月。 
海軍上將詹姆斯·埃伯勒爵士：1979年5月至1981年4月。
海軍元帥約翰·大衛·埃利奧特·菲爾德豪斯爵士：1981年4月至1982年10 月。 
海軍上將威廉·斯塔維利爵士：1982年10月至1985年6月。
海軍上將尼古拉斯·亨特爵士：1985年6月至1987年5月。
海軍上將朱利安·奧斯瓦爾德爵士：1987年5月至1989年4月。
海軍上將本傑明·巴瑟斯特爵士：1989年4月至1991年1月。
海軍上將喬克·斯萊特爵士：1991年1月至1992年12月。
海軍上將雨果·懷特爵士：1992年12月至1995年6月。
海軍上將彼得·阿博特爵士：1995年10月至1997年9月。
海軍上將邁克爾·博伊斯爵士：1997年9月至1998年9月。
海軍上將奈傑爾·埃森海爵士：1998年9月至2000年11月。
海軍上將艾倫·韋斯特爵士：2000年11月至2002年9月。
海軍上將喬納森·班德爵士：2002年9月至2005年11月。
海軍上將詹姆斯·伯內爾-紐金特爵士：2005年11月至2007年11月。
海軍上將馬克斯坦·霍普爵士：2007年11月至2009年6月。
海軍上將特雷弗·索爾爵士：2009年6月至2012年1月。
海軍上將喬治·贊貝拉斯爵士：2012年1月至2012年4月。